# Lijst van beelden in Groningen (provincie)
Hieronder een overzicht van lijsten van beelden per gemeente in de provincie Groningen.
- Lijst van beelden in Appingedam (plaats in Eemsdelta)
- Lijst van beelden in Delfzijl (plaats in Eemsdelta)
- Lijst van beelden in Eemsdelta
- Lijst van beelden in Groningen
- Lijst van beelden in Haren (plaats in Groningen (gemeente))
- Lijst van beelden in Het Hogeland
- Lijst van beelden in Loppersum (plaats in Eemsdelta)
- Lijst van beelden in Midden-Groningen
- Lijst van beelden in Oldambt
- Lijst van beelden in Pekela
- Lijst van beelden in Stadskanaal
- Lijst van beelden in Ten Boer (plaats in Groningen (gemeente))
- Lijst van beelden in Veendam
- Lijst van beelden in Westerkwartier
- Lijst van beelden in Westerwolde

Drenthe ·
Flevoland ·
Friesland ·
Gelderland ·
Groningen ·
Limburg ·
Noord-Brabant ·
Noord-Holland ·
Overijssel ·
Utrecht ·
Zeeland ·
Zuid-Holland